# Dignomus pulverulentus
Dignomus pulverulentus is een keversoort uit de familie klopkevers (Ptinidae). De wetenschappelijke naam van de soort werd in 1854 gepubliceerd door Anatole Auguste Boieldieu.